# Swanee Hunt
Swanee Grace Hunt (Dallas, 1º maggio 1950) è una diplomatica statunitense, docente presso la Kennedy School of Government dell'Università di Harvard e fondatrice del Women and Public Policy Program presso la Kennedy School.

## Biografia

### Gioventù e studi
Nata nel 1950 a Dallas, ha frequentato la Hockaday School. Ha vissuto per molti anni a Denver, in Colorado, dove è stata coinvolta in molte attività comunitarie e filantropiche.
Ha frequentato la Southern Methodist University, ha conseguito la laurea in filosofia presso la Texas Christian University, un master in psicologia presso la Ball State University e un master in religione e un dottorato in teologia presso la Iliff School of Theology.

### Carriera
Nel 1981 ha co-fondato l'Hunt Alternatives Fund con sua sorella Helen. L'organizzazione si concentra sul rafforzamento delle organizzazioni artistiche giovanili, sostiene la filantropia e i leader dei movimenti sociali e si oppone al lavoro sessuale. Con sede a Denver fino al 1997, l'organizzazione è stata trasferita a Cambridge, Massachusetts, nel 1997, quando Hunt ha fondato il WAPPP all'Università di Harvard. Ha tenuto conferenze presso le scuole di specializzazione in economia, diritto, divinità e istruzione di Harvard.
Nel 1993 è stata nominata ambasciatrice degli Stati Uniti in Austria, dove si è distinta per aver scritto una colonna di giornale settimanale e un programma radiofonico. Ha prestato servizio al culmine della guerra in Bosnia e ha esortato il governo degli Stati Uniti a intensificare gli sforzi per garantire la pace in questa regione combattuta, un messaggio non sempre ben accolto in patria. Ha difeso le donne nelle aree colpite, organizzando conferenze progettate per promuovere l'apprendimento Est-Ovest, come "Bosnian Women Stepping into Politics" (1999) e "Vital Voices: Women in Democracy "(1997), al quale l'allora First Lady Hillary Clinton tenne il discorso principale.
Hunt è fondatrice dell'Institute for Inclusive Security e sostiene che "le donne sono uno strumento essenziale per prevenire la violenza, fermare la guerra e ripristinare le comunità dopo conflitti mortali". Inoltre, si concentra sulla richiesta di porre fine al mercato del sesso in tutto il mondo così come la sua "campagna di parità politica che lavora per eleggere più donne a cariche superiori" migliora i risultati politici e aumenta la fiducia del pubblico. È stata attiva in Iran e Ruanda, guidando gli sforzi per migliorare la vita di donne e ragazze. Inoltre è una compositrice di musica classica e fotografa. La sua composizione musicale The Witness Cantata è stata eseguita in diverse città.

## Premi e riconoscimenti
I suoi premi e riconoscimenti provengono da organizzazioni tra cui:
- Lo United Way
- Il Centro internazionale per la pace
- La National Mental Health Association
- Il progetto della Casa Bianca
- Donne per donne afghane
- Premio Abolizionista 2013 di Nomi Network
- The Women's Image Network Awards Humanitarian Tribute[9]

Il suo libro This Was Not Our War: Bosnian Women Reclaiming the Peace ha vinto il PEN / New England Award 2005 per la saggistica e include una prefazione dell'ex presidente Bill Clinton.
Ha ricevuto dottorati honoris causa dalla Webster University (1994), dall'Università di Denver (2002), dalla Graceland University (2005), dal Mount Ida College (2007), dal Pine Manor College (2007), dal Cambridge College (2007), dalla Southern Methodist University (2013), dallo Smith College (2014), dal William James College (2014) e dal Southern New Hampshire University (2016).
Oltre a ricevere medaglie d'onore sia dal governo dell'Austria che dalla provincia di Graz, Swanee Hunt è stata inserita nella Colorado Women's Hall of Fame e nella National Women's Hall of Fame.

## Vita privata
All'età di 20 anni sposò il seminarista Mark Meeks da cui ebbe una figlia di nome Lillian nel 1982, poco dopo il divorzio della coppia.
Nel 1985 sposò il direttore d'orchestra Charles Ansbacher, morto il 12 settembre 2010, da cui ha avuto tre figli, tra cui il regista Henry Ansbacher.

## Opere
- This Was Not Our War, Duke University Press, 2001, ISBN 978-0-8223-3355-5.
- Half-Life of a Zealot, Duke University Press, 2006, ISBN 978-0-8223-3875-8.
«Swanee Hunt.»
- Worlds Apart: Bosnian Lessons for Global Security, Duke University Press, 2011, ISBN 978-0-8223-4975-4.
«Swanee Hunt.»
- Rwandan Women Rising, Duke University Press, 2017, ISBN 978-0-8223-6257-9.